# I Bet You Think About Me
"I Bet You Think About Me" je pjesma američke kantautorice Taylor Swift. Pjesma je 7. travnja 2021. Swift objavila kao treći singl s prvog Swiftovog ponovno snimljenog albuma, Fearless (Taylor's Version) s Američkim pjevačem Chris Stapleton. Pjesmu su napisali Swift i Lori McKenna 2012. godine, a snimljena je negdje u periodu između studenoga 2020. do ljeta 2021. Aaron Dessber je zajedno sa Swift producirao pjesmu
"I Bet You Think About Me" su 15. studenog 2021. godine servirali američki country radio formati Republic Records i MCA Nashville kao prvi singl sa Swiftovog drugog ponovno snimljenog albuma, Red (Taylor's Version) (2021). Istog dana na YouTubeu je premijerno prikazan i prateći glazbeni spot za pjesmu, koji su napisale Swift i američka glumica Blake Lively, a potonja režirala u svom redateljskom debiju. 

## Pozadina
Taylor Swift objavila je svoj četvrti studijski album Red 22. listopada 2012. preko Big Machine Recordsa. Kombinira country i pop s mnogim žanrovima, što je potaknulo medijsku raspravu o Swiftovu statusu country umjetnika.
Swift je potpisala s Republic Records nakon što joj je istekao ugovor s Big Machineom 2018.; njezin ugovor s izdavačkom kućom dodijelio joj je prava na glavne snimke njezine glazbe. Godine 2019. Big Machine, kao i glavne snimke Swiftovih prvih šest studijskih albuma, kupio je poslovni čovjek Scooter Braun. Swift je počela ponovno snimati svoje albume Big Machine u studenom 2020., kao sredstvo da posjeduje svoje glavne snimke. Prvi ponovno snimljeni album, Fearless (Taylor's Version), ponovno snimanje Swiftovog albuma iz 2008., objavljen je 9. travnja 2021. Objavila je svoj drugi presnimljeni album, Red (Taylor's Version), ponovno snimanje albuma iz 2012., 12. studenog 2021. Uz originalne Red pjesme, Red (Taylor's Version) sadrži devet neobjavljenih pjesama "From the Vault"—uključujući "I Bet You Think About Me"—koje je Swift napisala, ali nikada nije objavljena za Red.

## Ljestvice
| Ljestvice                  | Najviša pozicija |
| -------------------------- | ---------------- |
| Sjedinjene Američke Države | 23               |